# برقة

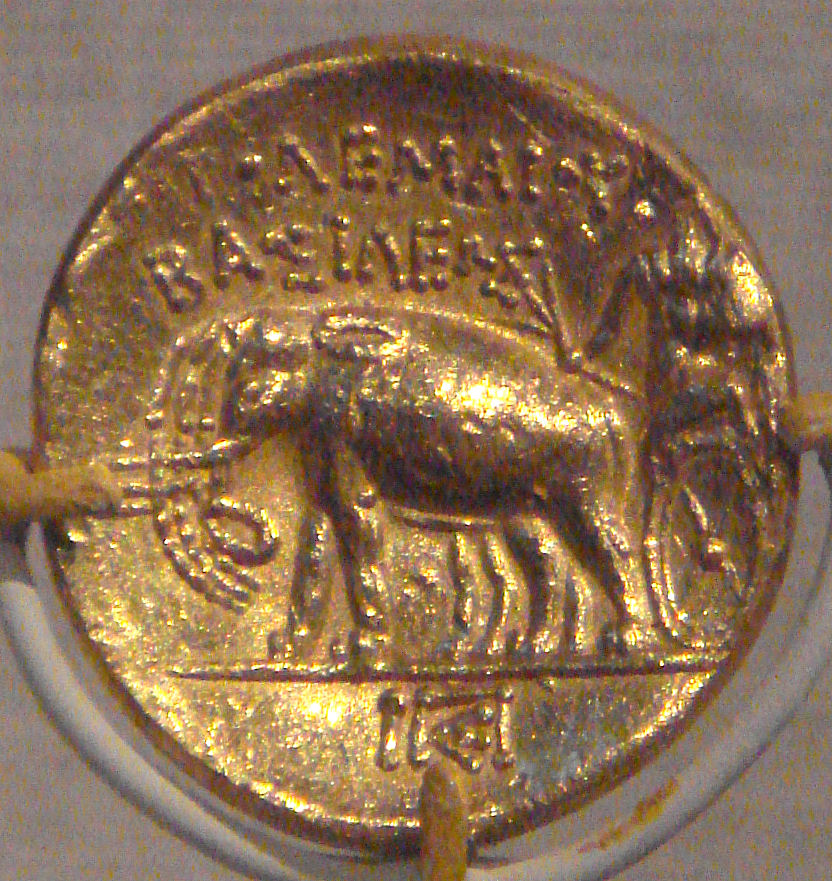
آثار إغريقية في شحات

برقة أو قورينائية وباليونانية (Κυρηναϊκή) «كيرينايكي» (بالإنجليزية: Cyrenaica)، إقليم في شرق ليبيا يسمى بركايا Barcaia أو Barcaei، وكان يضم عدة مدن في شمال أفريقيا منها مدينة توكرة ومستوطنات أخرى شبه مستقلة يقطن بها الإغريق قورينا وسوسه والمرج. وقد كان هيرودوت أول من دوّن اسم بركايا، وذكر توكرة وقال أنها تابعةٌ لبركايا. ولا يدلّ استعمال هيرودوت لهذا الاسم بالضرورة على أصول إغريقية، فمن المحتمل أنه أورده بصيغته الإغريقية على هذا النحو عن أصل فينيقي أو ليبي هو بركة أو برقة."
وقد كان الإقليم يسمى باسم «كيرينايكي» (باليونانية: Κυρηναϊκή) لدى البيزنطيين وكان الرومان قد أطلقوا على هذا الإقليم اسم «قورينائية» أو «سيرينيكا» (باللاتينية: Cyrenaica) وفي عهد الفتوحات الإسلامية قام عمر بن العاص في سنة 22 ه/643 ه من فتح مناطق بركايه أو برقه ( شحات . سوسه . المرج . توكره )، وأرسل عقبة بن نافع إلى زويلة وتمكن من فتحها، وتم تعيينه واليا عليها ، وبعدها عاد عمرو بن العاص إلى مصر بعد أن عين عقبة بن نافع واليا و استمرت الفتوحات الإسلامية حتى سقط البيزنطي جرجير وفي عهد الدولة العثمانية كانت أراضي إقليم بركاية أو برقة (شحات. سوسه. المرج. توكرة)، تابعة لإيالة طرابلس الغرب وبعد دخول الإستعمار الإيطالي استمرت المقاومة في برقه بقيادة الأمير إدريس السنوسي ثم تحالف جيش التحرير البرقاوي مع القوات الإنكليزية لطرد الإيطاليين مقابل استقلال برقة ونجحت برقة في طرد الإيطاليين وأعلنت استقلالها سنة 1949 م ثم طلبت القيادات في إقليم طرابلس الغرب من الملك إدريس السنوسي إدخال طرابلس في الاستقلال مع برقة مقابل مبايعته ملكاً لليبيا وإنشاء المملكة الليبية المتحدة و استقلال ليبيا في 24 ديسمبر 1951م. وفي سنة 1969 انقلب مجموعة من العسكريين بقيادة معمر القذافي على الملك إدريس السنوسي ونجحوا في إسقاط الحكم الملكي في ليبيا ووصول معمر القذافي للحكم وقام بعد ذلك بإلغاء النظام الاتحادي وقام بنقل جميع مؤسسات الدولة من إقليم برقة إلى طرابلس و قام أيضاً بإلغاء الدستور الذي ينص على أن بنغازي عاصمة مشتركة مع طرابلس واختزلها في طرابلس فقط ، ثم قامت ثورة 17 فبراير في برقة وانتقلت منها إلى طرابلس وانتهت بسقوط نظام معمر القذافي .

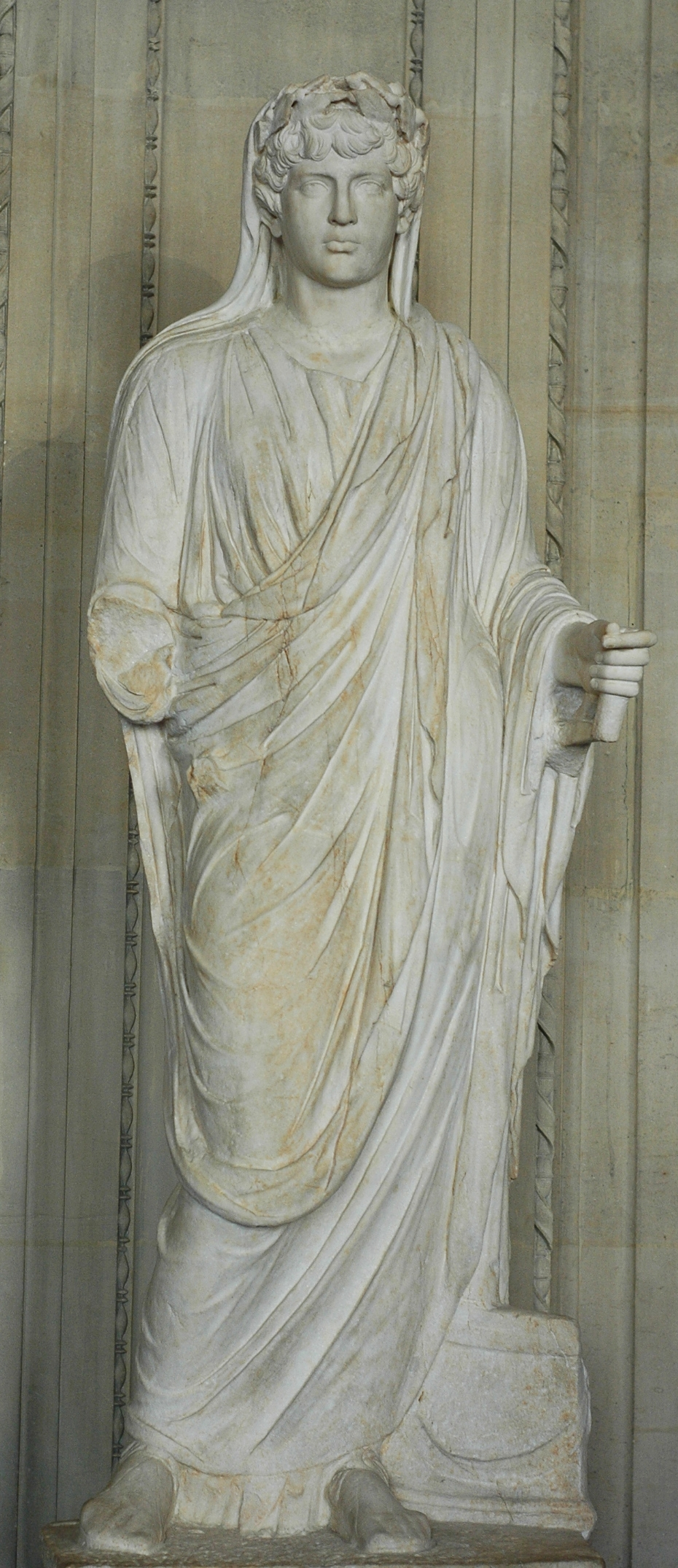
تمثال رخامي لأنتينوس "Antinous "من العصر الروماني، عثر عليه في قورينا.

تاريخيا كانت تسكن برقة قبائل الأسبست والأدروماخيد وقبائل أوجلة وهي قبائل منتشرة بين مرتفعات برقة وسفوحها وتمتد إلى الصحراء جنوباً والجانب الغربي من نهر النيل ، وقد شهدت برقة جميع المراحل التاريخية التي عرفها شمال إفريقيا فتعرّضت لمحاولة الاستيطان من قَبل الفينيقيين أولاً، ولكن الإغريق نجحوا في توطّنها وتأسيس أول مدنها، ثم انتقلت إلى سلطة الإمبراطورية الرومانية، وأخيراً الفتوحات الإسلامية.
ومن أشهر المدن الإغريقية التاريخية برنيق، قورينا، أبولونيا، بطولوميس، توكرة وبرقه تعمم على اسم المرج وكذلك بلدة بلغراي الإغريقية 

## الاسم
كان هيرودوت أول من دوّن اسم سيرينايكا، يدلّ استعمال هيرودوت لهذا الاسم على أصول إغريقية، ومن المحتمل أنه أورده بصيغته الإغريقية على هذا النحو عن أصل فينيقي أو ليبي، ثم جاءت تسمية برقة من تعريب اسم باركي (بالاتينية:Barci) وهي مدينة رومانية كانت عاصمة لإقليم سيرينايكا الروماني.
كان الرومان قد أطلقوا على برقة اسم سيرنايكا (بالاتينية:Cyrenaica) وقد اشتق من قورينا (Cyrene) شحات حاليا، وهي مدينة دولة أسسها الإغريق في الجبل الأخضر شرق ليبيا على بعد 10 كم شرق مدينة البيضاء، ويعود اسم «برقة» الحالي إلى الفتوحات العربية للمنطقة سنة 709م ليكون أول ظهور لاسم برقة الحالي، ولكن ترجيحات الباحثين تميل به إلى أصل فينيقي تغيّر لاحقاً إلى باركي (Barce) وهي المرج الحالية. كما عُرف من قبل عدد من المؤرخين باسم «قورينائية».

## العصر الإغريقي
برقة كانت منطقة إستوطنها الإغريق قديما وكانت المنطقة الغربية منها تشمل المدن الخمس الليبية وكانت تعرف وقتها باسم «بنتابوليس» وضمت قورينا مع مينائها أبولونيا (سوسة حاليا)، يوسبريديس أو بيرنيس أو برنيق (بنغازي حاليا)، باركي وبطولوميس (طلميثة حاليا).، تم فتحها من قبل الإسكندر الأكبر وانضمت لاحقا تحت حكم البطالمة في مصر، تخللها فترة من الاستقلال عن البطالمة من قبل ماجس القوريني (Magas of Cyrene)، وفي العام 96 ق.م. ضُمت تحت الجمهورية الرومانية

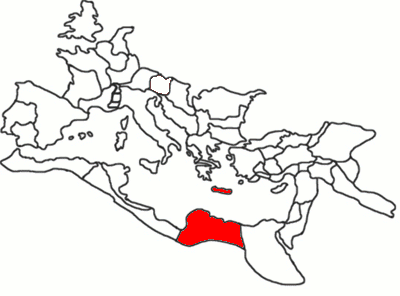
قورينائية في عهد الإمبراطورية الرومانية.

## العصر الروماني
تم دمجها من قبل الرومان في العام 78 ق.م. مع جزيرة كريت في مقاطعة واحدة ثم في العام 20 ق.م. أصبحت مقاطعة «سيناتورية» لديها مجلس خاص مثل مقاطعة أفريكا المجاورة لها من ناحية الغرب على العكس من مصر نفسها والتي تبعت التاج الإمبراطوري الروماني مباشرة، وفي العام 296 م. تم تقسيم برقة إلى قسمين (ليبيا الرئيسية) و (ليبيا السفلى) وكلتاهما ضُمتا إلى «بطريركية مصر»، أما إقليم تريبوليتانيا (إقليم طرابلس) فضُم إلى بطريركية أفريقيا في قرطاج، وبعد زلزال العام 365 م. تم نقل العاصمة الإقليمية إلى بطولوميس Ptolemais (طلميثة حاليا)، وبقرار إمبراطوري إنضم إقليم قورينائية إلى الإمبراطورية البيزنطية، وجاورت من الغرب تريبوليتانيا (إقليم طرابلس) التي ضُمت إلى مملكة الوندال، حتى تم الاستيلاء عليها من قبل البيزنطيين بعد حرب مع الوندال العام 533 م.

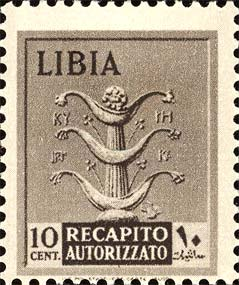
طابع بريدي أصدر في فترة الحكم الإيطالي العام 1942 بقيمة 10 سنتيمات، يمثل نبات سلفيوم قورينائية.

## العرب
شكّلت برقة بعد دخول العرب محطة للجيوش الإسلامية وللمسافرين في الطريق إلى المغرب الكبير والأندلس، وقد ذكر اليعقوبي في القرن العاشر استقرار بعض أبناء القبائل العربية حول مدينة برقة في الجبلين المطلين عليها من الشرق والغرب، ولكن هذا التواجد لم يكن ذا أهمية على الصعيد الاجتماعي والسياسي، وبقي النفوذ في برقة لقبيلة لواتة من البربر، حتى دخول قبائل بني سليم وبني هلال بداية من عام 443 هـ/1051 م وقد استقر منهم ببرقة بنو هيب وأحلافهم ناصرة وعميره ورواحة وفزارة، بينما واصلت بقية بطون بني سليم وبني هلال وأحلافهم تقدمهم نحو المغرب الكبير.
وقد ذكر الإدريسي في سنة 1154 مواطن القبائل المستقرة ببرقة بعد مائة سنة من بداية هجرتها إليها، وقال أن موطن ناصرة وعميرة هو من قصر العطش (غرب العقيلة حوالي 27 كم) إلى قافز (بين بنغازي وقمينس)، أما رواحة فموطنهم من طلميثة إلى أرض برنيق (المنطقة حول بنغازي اليوم) وموطن قبائل هيب من طلميثة إلى (شرق طبرق حوالي 100 كم) ومن العقبة الصغرى إلى سرت مجالات رواحة وهيب.
ويذكر ابن خلدون هجرة قبائل البربر من برقة حين يقول «وأما برقة فدُرِست معالمها وخربت أمصارها وانقرض أمرها. وعادت مجالات للعرب بعد أن كانت داراً للواتة وهوارة وغيرهم من البربر وكانت بها الأمصار المستبحرة مثل لبدة وزويلة وبرقه وقصر حسان وأمثالها فعادت يباباً ومفاوز كأن لم تكن».

## العصر الحديث
احتل الإيطاليون برقة ضمن احتلالهم لليبيا خلال الحرب الإيطالية التركية 1911 وأعلنت محمية برقة في القسم الشرقي من البلاد، وتنازلت الخلافة العثمانية رسمياً عن الإقليم لإيطاليا بعد معاهدة أوشي بين الطرفين.
في 17 مايو 1919 أعلنت برقة مستعمرة إيطالية ضمن ليبيا، وفي 25 أكتوبر 1925 اعترفت إيطاليا بالشيخ «سيدي إدريس» كزعيم للسنوسيين وعرف بلقب «أمير» حتى سحبت إيطاليا اعترافها به وبالسنوسيين في 1929.
وفي 1 يناير 1934 أصبحت برقة وإقليم طرابلس وفزان تحت الاستعمار الإيطالي، وعرفت باسم «ليبيا الإيطالية» حتى الحرب العالمية الثانية.
في 1 يونيو 1949 أعلنت إمارة برقة الاستقلال عن المملكة المتحدة تحت حكم الأمير إدريس السنوسي وذلك في مؤتمر وطني عقد في بنغازي. والتي تلاها استقلال ليبيا في 1951 وإعلان المملكة الليبية المتحدة كدولة إتحادية ضمت ولاية برقة وولايتي ولاية طرابلس وفزان، وإعلان الملك إدريس السنوسي ملكاً على البلاد بعاصمتيها مدينتي طرابلس وبنغازي من عام 1951 إلى 1963، ومن ثم انتقال الحكومة الإدارية والإدارة ومجلس الأمة الليبي (البرلمان الليبي) إلى مدينة البيضاء بعد التعديل الدستوري حيث كان العمل جارياً على بناء المباني لتكون عاصمة لليبيا بمقتضى الدستور الذي تم تعديله وإعلان دولة وحدوية في البلاد، حتى حدوث انقلاب الفاتح من سبتمبر 1969 من قِبل معمر القذافي.
تناوب على حكم ولاية برقة خلال فترة النظام الاتحادي (1951-1963) في المملكة الليبية عدة ولاة، هم:
1. محمد الساقزلي 1951-1952.
2. حسين مازق 1952-1961.
3. محمود بوهدمة 1961-1962.
4. محمد الساقزلي 1962-1963 (مرة ثانية).

## السكان
زاد سكان الإقليم عبر السنوات تماشياً مع الزيادة العامة في سكان ليبيا، ومع ذلك فإن نسبة سكان الإقليم من سكان ليبيا تذبذبت بين الزيادة والنقصان.
| السنة | عدد السكان | النسبة من سكان ليبيا |
| ----- | ---------- | -------------------- |
| 1954  | 291,236    | 26.7                 |
| 1964  | 450,954    | 28.8                 |
| 1973  | 661,351    | 29.4                 |
| 1984  | 1,033,534  | 28.4                 |
| 1995  | 1,261,331  | 26.3                 |
| 2006  | 1,613,749  | 28.5                 |